# Troy (nummer)
Troy is een nummer van de Ierse zangeres Sinéad O'Connor. Het is het zesde nummer van haar album The Lion and the Cobra uit 1987. In november dat jaar werd het nummer uitgebracht als de eerste single van het album.

## Achtergrond
Troy is officieel de debuutsingle van O'Connor, alhoewel ze een jaar eerder al wel het nummer Heroine opnam voor de soundtrack van de film Captive met U2-gitarist The Edge.
In de videoclip van Troy zingt O'Connor de plaat terwijl ze kaal is en bedekt onder gouden en zilveren lichaamsverf, met op de achtergrond bewegende beelden, waaronder vlammen. In Nederland werd de videoclip destijds op televisie uitgezonden door de popprogramma's AVRO's Toppop, Countdown van Veronica en Popformule van de TROS.
Live speelde O'Connor de plaat in het jaar na de uitgave op Pinkpop 1988. Na de plaat bijna twee decennia niet live te hebben gespeeld, speelde ze het weer voor het eerst tijdens Night of the Proms in 2008.
De plaat werd opmerkelijk genoeg alleen een hit in Nederland en België (Vlaanderen).

## Hitlijsten
In Nederland was de plaat op zondag 29 november 1987 de 202e Speciale Aanbieding bij de KRO op Radio 3 en werd een hit in de destijds twee landelijke hitlijsten op de nationale publieke popzender. De plaat bereikte de 8e positie in de Nationale Hitparade Top 100 en piekte op de 5e positie in de Nederlandse Top 40. In de Europese hitlijst op Radio 3, de TROS Europarade, werd géén notering behaald, aangezien deze lijst reeds op 25 juni 1987 voor de laatste keer werd uitgezonden.
In België bereikte de plaat de 12e  positie in de voorloper van de Vlaamse Ultratop 50 en de 19e positie in de Vlaamse Radio 2 Top 30. In Wallonië werd géén notering behaald.
In 2002 werd er een danceremix van de plaat uitgebracht onder de naam Troy (The Phoenix from the Flame), dat de top 10 haalde in diverse dancehitlijsten in de Verenigde Staten, alsmede in het Verenigd Koninkrijk een 48e positie in de UK Singles Chart. In Nederland en België (Vlaanderen) behaalde deze versie géén notering in de hitlijsten.
Sinds de allereerste editie in december 1999 staat de plaat steevast genoteerd in de jaarlijkse NPO Radio 2 Top 2000, met als hoogste notering een 72e positie in 2000.

## Hitnoteringen

### Nederlandse Top 40
| Hitnotering: 19-12-1987 t/m 20-02-1988 | Hitnotering: 19-12-1987 t/m 20-02-1988 | Hitnotering: 19-12-1987 t/m 20-02-1988 | Hitnotering: 19-12-1987 t/m 20-02-1988 | Hitnotering: 19-12-1987 t/m 20-02-1988 | Hitnotering: 19-12-1987 t/m 20-02-1988 | Hitnotering: 19-12-1987 t/m 20-02-1988 | Hitnotering: 19-12-1987 t/m 20-02-1988 | Hitnotering: 19-12-1987 t/m 20-02-1988 | Hitnotering: 19-12-1987 t/m 20-02-1988 | Hitnotering: 19-12-1987 t/m 20-02-1988 |
| Week                                   | 1                                      | 2                                      | 3                                      | 4                                      | 5                                      | 6                                      | 7                                      | 8                                      | 9                                      |                                        |
| -------------------------------------- | -------------------------------------- | -------------------------------------- | -------------------------------------- | -------------------------------------- | -------------------------------------- | -------------------------------------- | -------------------------------------- | -------------------------------------- | -------------------------------------- | -------------------------------------- |
| Nummer                                 | 29                                     | 20                                     | 11                                     | 8                                      | 5                                      | 5                                      | 9                                      | 19                                     | 31                                     | uit                                    |

### Nationale Hitparade Top 100
| Hitnotering: 05-12-1987 t/m 12-03-1988 | Hitnotering: 05-12-1987 t/m 12-03-1988 | Hitnotering: 05-12-1987 t/m 12-03-1988 | Hitnotering: 05-12-1987 t/m 12-03-1988 | Hitnotering: 05-12-1987 t/m 12-03-1988 | Hitnotering: 05-12-1987 t/m 12-03-1988 | Hitnotering: 05-12-1987 t/m 12-03-1988 | Hitnotering: 05-12-1987 t/m 12-03-1988 | Hitnotering: 05-12-1987 t/m 12-03-1988 | Hitnotering: 05-12-1987 t/m 12-03-1988 | Hitnotering: 05-12-1987 t/m 12-03-1988 | Hitnotering: 05-12-1987 t/m 12-03-1988 | Hitnotering: 05-12-1987 t/m 12-03-1988 | Hitnotering: 05-12-1987 t/m 12-03-1988 | Hitnotering: 05-12-1987 t/m 12-03-1988 | Hitnotering: 05-12-1987 t/m 12-03-1988 |
| Week                                   | 1                                      | 2                                      | 3                                      | 4                                      | 5                                      | 6                                      | 7                                      | 8                                      | 9                                      | 10                                     | 11                                     | 12                                     | 13                                     | 14                                     |                                        |
| -------------------------------------- | -------------------------------------- | -------------------------------------- | -------------------------------------- | -------------------------------------- | -------------------------------------- | -------------------------------------- | -------------------------------------- | -------------------------------------- | -------------------------------------- | -------------------------------------- | -------------------------------------- | -------------------------------------- | -------------------------------------- | -------------------------------------- | -------------------------------------- |
| Positie                                | 73                                     | 48                                     | 36                                     | 22                                     | 11                                     | 9                                      | 8                                      | 11                                     | 14                                     | 22                                     | 42                                     | 57                                     | 64                                     | 95                                     | uit                                    |

### NPO Radio 2 Top 2000
| Nummer met noteringen in de NPO Radio 2 Top 2000 | '99 | '00 | '01 | '02 | '03 | '04 | '05 | '06 | '07 | '08 | '09 | '10 | '11 | '12 | '13 | '14 | '15 | '16 | '17 | '18 | '19 | '20 | '21 | '22 | '23 | '24 |
| ------------------------------------------------ | --- | --- | --- | --- | --- | --- | --- | --- | --- | --- | --- | --- | --- | --- | --- | --- | --- | --- | --- | --- | --- | --- | --- | --- | --- | --- |
| Troy                                             | 122 | 72  | 124 | 123 | 131 | 140 | 177 | 195 | 268 | 162 | 221 | 254 | 273 | 275 | 267 | 248 | 278 | 278 | 260 | 314 | 250 | 315 | 352 | 296 | 102 | 138 |

1. ↑  Een vetgedrukt getal geeft de hoogste notering aan.